# Ce que la Russie devrait faire de l'Ukraine
Ce que la Russie devrait faire de l'Ukraine (en russe : Что Россия должна сделать с Украиной) est un article écrit par Timofeï Sergueïtsev et publié par l'agence de presse russe RIA Novosti. L'article appelle à la destruction totale de l'Ukraine en tant qu'État et de l'identité nationale ukrainienne,.
Il est publié le 3 avril 2022 dans le contexte de l'invasion de l'Ukraine par la Russie, le jour de la découverte du massacre de Boutcha,.
L'article suscite des critiques et une indignation internationale, il est largement condamné comme une apologie du génocide,,,.

## Teneur
L'article prône une « censure brutale » de la culture ukrainienne, une « rééducation » et une « désukrainisation » à grande échelle des Ukrainiens sur les territoires occupés par la Russie lors de l'invasion de l'Ukraine en 2022,,.
L'auteur insiste sur le fait que l'ethnocentrisme de l'Ukraine est une perversion artificielle, que l'existence de l'Ukraine est « impossible » en tant qu'État-nation, et que le mot « Ukraine » lui-même ne peut pas exister,. Selon l'auteur, l'Ukraine devrait être démantelée et remplacée par plusieurs États sous contrôle direct de la Russie. Il ajoute que la « composante ethnique de l'auto-identification » de l'Ukraine serait également rejetée après son occupation par la Russie.
L'auteur affirme que « très probablement la majorité » des civils ukrainiens sont des nazis, qui « techniquement » ne peuvent pas être punis en tant que criminels de guerre, mais peuvent être soumis à la « dénazification ». Il affirme que les Ukrainiens doivent « assimiler l'expérience » de la guerre « comme une leçon historique et une expiation pour [leur] culpabilité ». Après la guerre, le travail forcé, l'emprisonnement et la peine de mort seraient utilisés comme punition. Après cela, la population serait « intégrée » à la « civilisation russe ». L'auteur décrit les actions prévues comme une « décolonisation » de l'Ukraine,.

## Auteur
De 1998 à 2000, l'auteur du texte, Timofeï Sergueïtsev, conseille les projets de Viktor Pintchouk et est membre du conseil d'administration du groupe Interpipe. En 1998, Sergueïtsev participe à la campagne électorale de Viktor Pintchouk en Ukraine. En 1999, il travaille pour la campagne présidentielle de Leonid Koutchma. En septembre 2004, il est consultant auprès de Viktor Ianoukovytch. En 2010, il travaille avec Arseni Iatseniouk.
En 2012, Timofeï Sergueïtsev coproduit le long métrage russe Match qui est critiqué pour son ukrainophobie. En 2014, il est interdit sur le territoire ukrainien au titre de propagandiste,.
Selon Der Tagesspiegel, Sergueïtsev soutient un parti politique pro-Poutine Plate-forme civique, financé par l'un des oligarques du cercle restreint de Poutine. Selon EURACTIV, Sergueïtsev est « l'un des idéologues du fascisme russe moderne ».

## Détail des mesures
Considérant et partant du postulat non prouvé ni étayé que la population ukrainienne serait soit majoritairement nazie, soit ayant des liens avec l'idéologie nazie, et qu'elle serait, selon cette idéologie, responsable d'un génocide envers le peuple russe, passivement par son soutien aux autorités ou activement dans les forces armées, il décrit les mesures devant être adoptées à ses yeux basées sur une rééducation politique, culturelle et une censure.
Il indique également qu’une nouvelle génération entière d’Ukrainiens soit soumise à des mesures de « dénazification » soit pour un durée de 25 ans.
Le texte dont l'intégralité est disponible en français sur le site des humanités, après son retrait par les autorités russes sur le site de RIA Novosti, se base sur le procédé typiquement totalitaire d’une inversion méthodique du langage faisant de la victime un agresseur. Tout Ukrainien refusant l'invasion russe est en effet désigné comme nazi et complice d’un génocide du peuple russe,.

## Suivis
Quelques jours après la publication, Dmitri Medvedev, le vice-président du Conseil de sécurité de Russie, réitère les principaux points de l'article. Selon Medvedev, « une partie passionnée de la société ukrainienne a prié le Troisième Reich », l'Ukraine est un État nazi comme le Troisième Reich qui doit être « dénazifié », et le résultat sera un effondrement de l'Ukraine en tant qu'État. Dmitri Medvedev affirme que l'effondrement est une voie vers « l'Eurasie ouverte de Lisbonne à Vladivostok ».

## Réactions
Le président ukrainien Volodymyr Zelensky déclare que l'article est la preuve que la fédération de Russie envisage de commettre un génocide contre les citoyens ukrainiens. Il note que pour désigner le génocide des Ukrainiens dans l'article, les termes « désukrainisation » et « déseuropéanisation » sont utilisés. Selon lui, c'est l'une des preuves d'un futur tribunal contre les crimes de guerre russes en Ukraine,.
Selon un représentant de l'Ukraine aux négociations de paix russo-ukrainiennes, Mykhaïlo Podoliak, l'article est un appel officiel au meurtre de masse d'Ukrainiens en raison de leur appartenance ethnique, et sera considéré comme tel par les tribunaux pénaux internationaux.
Le ministre ukrainien de la Culture et de la Politique d'information, Oleksandr Tkatchenko, commente:

« Cyniquement, l'auteur parle du nazisme ukrainien. Alors que nous voyons exactement le contraire : la Russie assassine en masse des Ukrainiens en raison de leur identité nationale. Comment dois-je l'appeler ? Je répondrai tout de suite : c'est un génocide du peuple ukrainien par la Russie. »

Le ministre letton des Affaires étrangères, Edgars Rinkēvičs, qualifie l'article de « fascisme ordinaire ».
Un ancien ambassadeur du Canada en Ukraine, Roman Waschuk, déclare que « c'est essentiellement une rhétorique qui justifie le droit de tuer des Ukrainiens. »

## Analyses
Selon Mika Aaltola, directeur de l'Institut finlandais des affaires internationales, l'article montre que la propagande de guerre russe « évoluait dans une direction inquiétante ».
Selon Meduza, l'article est « essentiellement un plan pour le génocide » des Ukrainiens.
Selon l'expert d'Oxford sur les affaires russes, Samuel Ramani, l'article « représente la pensée dominante du Kremlin ».
L'historien américain Timothy Snyder, spécialiste des crimes de masse en Europe centrale et orientale durant la Seconde Guerre mondiale, écrit que le texte « prône l'élimination du peuple ukrainien en tant que tel ». Il a noté plus tard qu'il utilise une définition spéciale du mot « nazi » : « un nazi est un Ukrainien qui refuse d'admettre être un Russe », permettant de se faire, de justifier leur assassinat malgré l'existence d'une démocratie en fonctionnement et les faibles résultats de l'extrême droite aux élections ukrainiennes. Selon lui, l'article révèle l'intention génocidaire des Russes.
L'historien à l'université d'Europe centrale de Vienne, Michael Ignatieff analyse que l'Ukraine au vu des évènements en cours est menacée directement dans son existence, comme État et comme peuple soulignée par plusieurs déclarations des responsables russes dont Dmitri Medvedev qui a déclaré : « l'ukrainité est un faux. Elle n'a jamais existé et n'existe pas. »  
La maîtresse de conférence en histoire contemporaine et spécialiste de l'Union soviétique, Françoise Thom, indique que le plan exposé, loin d'être une simple guerre, vise en réalité à procéder à la liquidation de la nation ukrainienne par russification de sa population et perte définitive de sa souveraineté.
Elle démontre que le territoire de l’ex-État ukrainien sera divisé en « républiques populaires » sur le modèle des entités du Donetsk et de Louhansk. Le recours aux travaux forcés indiqué dans le programme signifie également le rétablissement et l’organisation de goulags (camps de travaux forcés) sur le territoire ukrainien.
Elle pronostique que l'application des mesures prônées par la Russie mettra en place un régime de terreur de masse où la délation sera autorisée. Elle souligne également que n’importe quelle personne de nationalité ukrainienne pourra être taxée de « nazie » par les autorités russes.
En effet, le pouvoir russe, en la personnalité de Dmitri Medvedev, souligne qu'il n'existe aucun critère permettant d’identifier le « nazisme » ukrainien : « La particularité de l’Ukraine nazifiée moderne est sa nature amorphe et ambivalente, qui permet au nazisme de se dissimuler sous une aspiration à l’« indépendance » et à une voie de « développement » (en réalité, de dégradation) « européenne » (occidentale, pro-américaine), de prétendre qu’« il n’y a pas de nazisme en Ukraine, à part quelques excès commis par une poignée d’individus, [qu’]il n’y a pas de parti nazi au pouvoir, pas de Führer, pas de lois raciales à proprement parler » (seulement une version tronquée sous la forme d’une répression de la langue russe). » Ce qui signifie pour Françoise Thom qu'en réalité n'importe quel adversaire de la domination russe pourra donc être condamné pour « nazisme », de même que n’importe quel adversaire de Staline se voyait infligé de l’étiquette de « trotskiste ».
Elle indique également que pour Timofei Sergeïtsev, la « dénazification » que le pouvoir russe veut mener en Ukraine est en réalité assimilée à une déseuropanisation, l'idéologue estimant que « l’Occident est lui-même collectivement le créateur, la source et le sponsor du nazisme ukrainien. » En conséquence, pour l'idéologue, l’ukronazisme « représente une menace plus grande pour la paix et la Russie que le nazisme dans sa version hitlérienne. »
En réalité, comme l'analyse l'historienne franco-russe Galia Ackerman, spécialiste de la Russie post soviétique, Françoise Thom et Jean Sylvestre Mongrenier, spécialiste de la géopolitique russe, cette dernière perçoit l'Union européenne et son modèle normatif qui a intégré la plupart des anciennes républiques socialistes soviétiques après la chute du mur de Berlin en 1989, comme une véritable menace géostratégique majeure pour sa propre influence. En effet, cette dernière est en recul profond depuis 1991 avec l'effondrement des régimes communistes du bloc de l'Est et à la suite des nombreuses révélations des archives soviétiques à partir de 1991 avec l'effondrement de l'URSS,.
Elle analyse également que la résistance des Ukrainiens au pouvoir russe est assimilée au nazisme, toute glorification de combattants opposés à l'action de la Russie étant perçue comme tel pour le pouvoir russe comme la loi promulguée en Ukraine valorisant la résistance contre l'armée soviétique (résistance ukrainienne, comme celles des pays baltes, baptisée Frères de la forêt, qui dura jusque dans les années 50 contre le pouvoir russe).
Galia Ackerman rappelle également le vote d'une loi en 2015 par le parlement ukrainien de « décommunisation », en interdisant tout symbole communiste comme tout symbole nazi soulignant la faiblesse des mouvements d'extrême droite en Ukraine. Il est nécessaire de souligner qu'en 2019, l'extrême droite ukrainienne a réalisé un score électoral de 2%.
Elle décrit ce mécanisme par un détournement de l'histoire de la Seconde Guerre mondiale soulignant que les Russes : « eux sont dans la logique nous avons vaincu les nazis, nous sommes le bien. Ceux qui se battent contre nous sont des nazis. » Elle rappelle à ce sujet qu'après la victoire soviétique en 1945, la dictature communiste s'est imposée sur l'ensemble de l’Europe de l’Est avec pour conséquences directes des purges, des déportations, des assassinats ciblés et des procès. Or, "Cette vision de l’histoire, qui est partagée par l’ensemble de l’Europe qui était occupée par les Soviétiques, est totalement intolérable pour les Russes".
L'emploi du terme nazi n'est également pas nouveau. En 2014, lors des événements de l'Euromaïdan, la propagande russe avait qualifié le nouveau régime politique ukrainien issu de l'action de la population civile en réaction aux pressions du Kremlin pour empêcher la mise en place de l'accord d'association entre l'Ukraine et l'Union européenne, de « junte de fascistes et de nazis en se focalisant sur la présence vérifiée parmi les manifestants de membres du parti d’extrême-droite Svoboda (mouvement politique ayant obtenu 1,6% aux élections présidentielles ukrainiennes en 2014). »
En réalité, le pouvoir russe utilise ici la technique de manipulation rhétorique visant à tenter d’associer l’intégralité d’un mouvement politique à ses membres les plus extrémistes, en agissant comme si les motivations d'une fraction de ces derniers étaient partagées par l'ensemble des manifestants. Cette rhétorique est donc tactiquement employée par la Russie pour qualifier ses opposants de « fascistes » et de « nazis » alors que parallèlement, elle soutient volontairement, financièrement et politiquement les extrêmes-droites européennes.
Il faut également souligner que le pouvoir politique russe n'a pas procédé, à l'appui de sa thèse, à de recherches approfondies pour démontrer, étayer et justifier la présence de nazis en Ukraine.
En vérité, le pouvoir russe refuse en effet l'idée et le concept d'une Ukraine autonome et indépendante et dont la politique étrangère se rapproche du modèle attractif de société de l'Union européenne créant un point de tension majeur avec la Russie qui accuse cette dernière de vouloir lui nuire,,,.
Les auteurs Mykola Riabtchouk et Iryna Dmytrychyn démontrent que le texte de Timofeï Sergeïtsev s'inscrit en réalité dans le mythe de la Russie kiévienne issue de la vieille identité impériale dont la Russie ne s'est jamais séparée. Malgré quelques accalmies dans les années 1920 et 1990, la relation entre ces deux pays prouve que Moscou reste fondamentalement accroché à l'idée de l'empire russe et de son pendant idéologique, l'impérialisme russe, et n'a jamais accepté l'idée d'une Ukraine libre et démocratique comme l'a démontré la volonté de l'Ukraine d'adhérer à l'OTAN en 2008. A contrario, les auteurs démontrent que l'Ukraine durant l'empire tsariste a toujours été considérée comme un accessoire régional de la « Russie éternelle et millénaire » prenant sa source dans le mythe de la Russie kiévienne. L'existence d'une Ukraine indépendante, démocratique et souveraine créé de ce fait pour l'imaginaire des décideurs politiques russes la remise en cause du projet impérial de la Russie.   
De même, Françoise Thom, explique comment au travers de son programme l'idéologue russe Timofeï Sergeïtsev, défend la position idéologique traditionnelle d'une Russie vue comme la véritable défendeuse de la vraie foi religieuse, au travers de Moscou institué comme une nouvelle troisième Rome depuis la chute de Constantinople en 1453, et des valeurs traditionnelles en réaction à un Occident vu comme décadent et perverti et envers qui le pouvoir russe entretient une attitude hostile depuis plusieurs années,,.
Elle analyse également que dans les premiers mois de l'invasion russe du territoire ukrainien, des épisodes de terreur de masse, l’enlèvement systématique des élites politiques locales, la déportation des femmes et des enfants en Russie, la création de camps de filtration pour trier les Ukrainiens en distinguant les « russifiables » de ceux qui ne le sont pas ont été mis en place dans les zones conquises. Elle démontre qu'il ne s'agit pas d'atrocités ou d'exactions dues aux militaires russes notamment au cours des massacres de Boutcha ou de Borodiankaau en avril 2022, mais bien au contraire la mise en œuvre délibérée d’une politique de rééducation par la terreur du peuple ukrainien. 
Elle démontre également que la théorie russe d'un peuple ukrainien frère devant être délivré d'un pouvoir nazi est contredit par l'intense résistance de la population et de l'armée ukrainenne face aux forces russes au cours du conflit qui apparaissent comme des forces d'invasion,,.
Pour la maitresse de conférence en sciences politiques, Anna Colin Lebedev, l'absence de réactions critiques au sein du pouvoir russe indique que ce discours est à minima soutenu par le Kremlin, soulignant que dans la conception de Vladimir Poutine et plus généralement du Kremlin, l'Ukraine est une entité artificielle qui aurait été créée par l'URSS. En parallèle, sa réintégration est indispensable à la création d'une Union eurasienne pour Moscou qui continue depuis 1991 à assimiler la puissance au contrôle d'un territoire étendu au détriment du développement économique,,.
Plus profondément, dans la vision de Sergueïtsev, l’Europe et l’Occident sont vus comme conjointement responsables d’un « effondrement civilisationnel », contre lequel la Russie se doit de résister. Cette vision rejoint en réalité le courant messianique russe, d'une Russie supérieure depuis 1453 et la chute de Constantinople, seul rempart de la vraie foi chrétienne et avec mission ultime de sauver le monde. Le conflit en Ukraine, au delà d'être une simple guerre territoriale, semble être donc en réalité pour l’un des idéologues les plus proches du pouvoir russe, une guerre de civilisation.
Il faut également souligner que le texte de Timofeï Sergeïtsev comme d'autres propagandistes, a été retiré du site officiel de RIA Novosti, agence d'informations officielle russe placée sous administration directe du ministère russe de la Communication, et ce en raison pour le gouvernement russe des risques potentiels d'accusation de génocide malgré ses dénégations sur les actions successives de ses troupes en Ukraine qui appliquent les mesures décrites par ce dernier. Il reste cependant disponible dans les archives d'internet.